# Michael Bichard, Baron Bichard
Michael George Bichard, Baron Bichard, KCB, FIPD, FRSA, CIMgt (* 31. Januar 1947 in Southampton) ist ein ehemaliger britischer Staatsbeamter und Life Peer. Er war von September 2008 bis Juli 2010 Direktor des Institute for Government. Im Januar 2008 wurde er Vorsitzender des Design Council.

## Leben und Karriere
Bichard studierte Rechtswissenschaften an der Manchester University. Dort erwarb er einen Abschluss als Bachelor of Laws (LLB). An der Birmingham University studierte er Sozialwissenschaften und schloss mit einem Master of Social Science (MSocSci) ab.
Von 1969 bis 1973 arbeitete Bichard als Jurist beim Borough Council von Reading, zunächst als Anwaltsreferendar (articled clerk), ab 1971 als Rechtsanwalt (Solicitor, Senior Solicitor). Von 1973 bis 1977 war er Kontaktbeamter (County Liaison Officer) beim County Council in der Grafschaft Berkshire. Von 1977 bis 1980 war er anschließend beim London Borough of Lambeth Büroleiter des Chief Executive Officer. Von 1980 bis 1986 war Bichard Chief Executive Officer des London Borough of Brent, anschließend von 1986 bis 1990 in derselben Position beim County Council in der Grafschaft Gloucestershire.
1989 bis 1992 war Bichard Mitglied des Economic and Social Research Council. 1990 wurde er Chief Executive Officer der Benefits Agency. Dort blieb er bis 1995 tätig. 1995 wurde er Staatssekretär (Permanent Secretary) im britischen Arbeitsministerium (Department for Employment). Nach dessen Verschmelzung mit dem Erziehungsministerium (Department for Education) (DfE) zum Department for Education and Employment (DfEE) wurde er Staatssekretär (Permanent Secretary) des neu geschaffenen Ministeriums, unter Gillian Shephard
und ab 1997 unter David Blunkett. Während seiner Amtszeit führte er mehrere Reformen zur Modernisierung des Ministeriums ein. Dazu gehörten die Einführung moderner Informationstechnologie und die Nutzung Neuer Medien und Kommunikationsmittel. Er verantwortete einige wesentliche Veränderungen in der Bildungspolitik, wie zum Beispiel die Einführung des Learning and Skills Council zur Finanzierung von beruflicher Weiterbildung und Lehrlingsausbildung.
Im Mai 2001 schied er aus dem Staatsdienst aus, als das DfEE und das britische Sozialministerium (Department for Social Security) in das Department for Education and Skills und das Department for Work and Pensions aufgespalten wurden.
Von September 2001 bis August 2008 war Bichard Rektor der University of the Arts London. Seit 2002 ist er Direktor der River and Rowing Museum Foundation. Von 2002 bis 2008 war er Direktor des Henley Management College.
2004 wurde er von Innenminister David Blunkett zum Vorsitzenden einer Untersuchung der „Soham-Morde“ (engl. Soham murders) in Soham in der Grafschaft Cambridgeshire ernannt, welche sich mit dem Verschwinden und dem Mord an zwei zehnjährigen Mädchen beschäftigte. Seitdem ist dies als „Bichard Inquiry“ bekannt.
Von 2003 bis 2008 war er Non-Executive Director von RSe Consulting, einer Unternehmensberatung, welche strategische und Management-Beratungsdienstleistungen für die kommunale Verwaltung zur Verfügung stellt, und 2008 Teil der Tribal Group Plc wurde.
Im April 2005 wurde Bichard Vorsitzender der Legal Services Commission. Dort führte er eine Reihe von Reformmaßnahmen zur Modernisierung der Rechtshilfe durch. Seit 2007 ist er Vorsitzender des Film Club. Seit 2008 ist Bichard Vorsitzender des Design Council. Er war von 2001 bis 2008 auch Vorsitzender der auf dem Gebiet der Bildung und Jugendförderung tätigen Charityorganisation Rathbone.
Im September 2008 legte Bichard seine Ämter in der Legal Services Commission und bei Rathbone nieder, als er Direktor des Institute for Government wurde. Seit 2009 ist er auch Mitglied des Treuhandrates der Globe Foundation.
Bichard ist mit Christine Bichard verheiratet. Er ist Vater von drei Kindern, zwei Töchtern und einem Sohn.

## Mitgliedschaft im House of Lords
Am 5. Februar 2010 wurde bekanntgegeben, dass er zum Life Peer ernannt werden wird.
Am 24. März 2010 wurde er zum Life Peer ernannt. Er trägt den Titel Baron Bichard, of Nailsworth in the County of Gloucestershire.
Am 29. März 2010 wurde er offiziell ins House of Lords eingeführt. Bichard sprach seinen Eid und wurde dabei von Tessa Blackstone, Baroness Blackstone und Herman Ouseley, Baron Ouseley unterstützt.

## Auszeichnungen
Bichard wurde 1999 im Rahmen der Queen’s Birthday Honours zum Knight Commander des Order of the Bath ernannt.
Bichard ist auch Träger mehrerer Ehrendoktortitel, dazu gehören die Leeds Metropolitan University, die University of Birmingham, Middlesex University, das Southampton Institute (2002), die Bradford University und die Cranfield University.
Er ist Fellow des Institute Personnel and Development (FIPD) und der Royal Society of Arts (FRSA), sowie Companion des Institute of Management (CIMgt).